# San Pedro del Valle
San Pedro del Valle is een gemeente in de Spaanse provincie Salamanca in de regio Castilië en León met een oppervlakte van 15,67 km². San Pedro del Valle telt 147 inwoners (1 januari 2016).

## Demografische ontwikkeling
Bron: INE, 1857-2011: volkstellingen